# Ustrój polityczny Południowej Afryki
Ustrój polityczny Południowej Afryki
Południowa Afryka jest państwem unitarnym podzielonym na 9 prowincji, o demokratyczno-parlamentarnej formie rządów.
Głową o państwa jest prezydent, który jest także szefem rządu. Oprócz prezydenta w skład gabinetu wchodzi wiceprezydent i ministrowie, powoływani przez prezydenta spośród członków Zgromadzenia Narodowego. Konstytucja przewiduje powołanie tylko dwóch ministrów niebędących parlamentarzystami. Prezydent powoływany jest w wyborach pośrednich spośród członków Zgromadzenia Narodowego przez połączone izby parlamentu: niższej (Zgromadzenia Narodowego) oraz wyższej (Narodowej Rady Prowincji).
Izbę niższą powołuje się w wyborach powszechnych w okręgach wielomandatowych i na zasadzie proporcjonalności. Izbę wyższą – Narodową Radę Prowincji – powołują lokalne parlamenty każdej z 9 prowincji.

## Władza ustawodawcza
Władzę ustawodawczą sprawuje dwuizbowy parlament z siedzibą w Kapsztadzie. Składa się on z izby deputowanych – Zgromadzenia Narodowego (National Assembly) oraz Krajowej Rady Prowincji (National Council of Provinces). Krajowa Rada Prowincji (90-osobowa izba samorządowa) zastąpiła funkcjonujący do 1997 r. Senat. W skład Rady wchodzą 10-osobowe delegacje każdej z 9 prowincji z ich premierami na czele oraz bez prawa głosu delegacja Zrzeszenia Władz Lokalnych (SALGA). Delegaci wyłaniani są przez zgromadzenia (sejmiki) poszczególnych prowincji. Zgromadzenie Narodowe liczy, wg zapisów konstytucji, od 350 do 400 członków, wybieranych na pięcioletnią kadencję. Połowa miejsc obsadzana jest z partyjnych list krajowych, druga – z list regionalnych. Do prerogatyw niższej izby parlamentu należy m.in. wybór prezydenta kraju, uchwalanie ustaw, kontrola władzy wykonawczej.
Pierwsze ogólnonarodowe, demokratyczne wybory w 1994 r. wygrał Afrykański Kongres Narodowy (do 1994 r. główna partia opozycyjna przeciw białemu rządowi kraju), który od tej pory pozostaje partią rządzącą, uzyskującą ponad 60% głosów we wszystkich wyborach powszechnych.
Pomimo absolutnej większość głosów i miejsc w parlamencie ze względów polityczno-praktycznych Afrykański Kongres Narodowy (ANC) rządzi w koalicji z Południowoafrykańską Partią Komunistyczną (SACP) oraz największą centralą związkową w kraju, Kongresem Południowoafrykańskich Związków Zawodowych (COSATU).
W wyborach powszechnych i prowincjonalnych, które miały miejsce w maju 2019 r., ANC uzyskał 57,50% głosów, wyprzedzając oficjalną opozycję – Partię Demokratyczną – która otrzymała 20,77% głosów. Trzecim ugrupowaniem, które uzyskało dwucyfrowy wynik wyborczy (10,8%) było Economic Freedom Fighters (EFF). Frekwencja wyborcza wyniosła 66%.

## Władza wykonawcza
Głową państwa, a zarazem szefem rządu, jest prezydent (od 15.02.2018 r. Cyril Ramaphosa). Władza wykonawcza składa się z gabinetu, w skład którego oprócz prezydenta wchodzi wiceprezydent, 28 ministrów i 34 wiceministrów.